# Namesys
Namesys — Калифорнийская корпорация ответственная за разработку и внедрение файловых систем ReiserFS and Reiser4. Компания неактивна с конца 2007 года, а на 2010 год числится в штате Калифорния со статусом «Приостановлено». Принадлежала Хансу Райзеру и находилась в Окленде, Калифорния, также работала в России. Компания также предоставляла поддержку систем Linux.
Будущее компании подверглось сомнению после того, как Райзер был признан виновным в убийстве и объявил о планах продать компанию, чтобы оплатить его юридическую защиту. Её веб-сайт недоступен с ноября 2007 года. В январе 2008 года в статье CNET была приведена цитата Эдуарда Шишкина, сотрудника Namesys, что «коммерческая деятельность Namesys остановлена».